# Смирнов, Егор Даниилович
Егор Даниилович Смирнов (род. 30 января 2005, Череповец, Вологодская область) — российский хоккеист, нападающий.

## Биография
Воспитанник череповецкой «Северстали», с сезона 2021/22 стал играть за «Алмаз» в МХЛ, также провёл 21 матч за «Металлург» в НМХЛ. В начале сезона 2024/25 провёл пять матчей за «Дизель» в ВХЛ. 17 февраля 2025 года в домашнем матче со СКА (3:5) дебютировал в КХЛ.